# Crateri di Oberon
Segue una lista dei crateri d'impatto presenti sulla superficie di Oberon. La nomenclatura di Oberon è regolata dall'Unione Astronomica Internazionale; la lista contiene solo formazioni esogeologiche ufficialmente riconosciute da tale istituzione.
I crateri di Oberon portano i nomi di personaggi e luoghi delle opere di William Shakespeare.

## Prospetto
| Cratere    | Eponimo                                            | Latitudine | Longitudine | Diametro |
| ---------- | -------------------------------------------------- | ---------- | ----------- | -------- |
| Antony     | Marco Antonio (Antonio e Cleopatra)                | 27,5° S    | 65,4° E     | 47 km    |
| Caesar     | Giulio Cesare (Giulio Cesare)                      | 26,6° S    | 61,1° E     | 76 km    |
| Coriolanus | Coriolano (Coriolano)                              | 11,4° S    | 14,8° W     | 120 km   |
| Falstaff   | Falstaff (Enrico IV, Le allegre comari di Windsor) | 22,1° S    | 19,0° E     | 124 km   |
| Hamlet     | Amleto (Amleto)                                    | 46,1° S    | 44,4° E     | 206 km   |
| Lear       | Lear (Re Lear)                                     | 5,4° S     | 31,5° E     | 126 km   |
| Macbeth    | Macbeth (Macbeth)                                  | 58,4° S    | 112,5° E    | 203 km   |
| Othello    | Otello (Otello)                                    | 66,0° S    | 42,9° E     | 114 km   |
| Romeo      | Romeo (Romeo e Giulietta)                          | 28,7° S    | 89,4° E     | 159 km   |